# Miliskë
Miliskë – wieś położona w północnej części Albanii w gminie Fierzë. Wieś znajduje się 101 kilometrów od stolicy państwa, Tirany.

## Demografia
Według spisu ludności z 1989 roku we wsi Miliskë mieszkało 531 mieszkańców.